# Soosan Firooz
Soosan Firooz (c. 1989), también conocida como Susan Feroz, es una actriz y rapera afgana, reconocida como la primera mujer rapera de Afganistán, y como una artista que desafía las normas sociales y, más particularmente, el papel tradicional de las mujeres afganas.

## Trayectoria
Firooz nació en Afganistán. Su familia huyó del país y vivió en un campo de refugiados iraní por siete años durante la guerra civil afgana en la década de 1990. En Irán, enfrentó la hostilidad de los iraníes y no pudo ir a la escuela. Refugiada con su familia, pasó tres años en Pakistán.
Tras la caída de los talibanes, regresó con su familia a Afganistán. Se mudaron a Kandahar en 2003, después de que su padre encontró  trabajo junto a sus hermanos tejiendo alfombras. La familia se mudó a Kabul y Firooz se convirtió en actriz, comenzando su carrera con pequeños papeles en la televisión local en telenovelas.
Firooz pidió y recibió permiso de su padre, Abdul Ghafar Firooz, para poder rapear. Atrajo la atención del músico afgano Farid Rastagar, quien la promocionó y compuso su primer sencillo. Firooz rapea en dari, uno de los idiomas de su país natal. Su primer sencillo, Our Neighbors, fue lanzado en 2012. La canción aborda la situación de los refugiados afganos, de forma activista, y fue compuesta por Rastagar y escrita por el poeta Suhrab Sirat. Su canción Naqisul Aql, que literalmente significa trastornos mentales, trata sobre el lugar de las mujeres en Afganistán, siendo el título también, un insulto utilizado para describir a estas últimas.
Vive con su familia en el norte de Kabul. Durante su carrera ha sido amenazada con ataques con ácido. Su madre, que trabaja en ayuda humanitaria en el sur de Afganistán, también ha recibido amenazas de muerte. Su padre dejó su trabajo como electricista y asumió el rol de su manager y guardaespaldas, acompañándola en su trabajo. Su tío cortó relaciones con su familia y desaprobó las apariciones televisivas y la carrera musical de su sobrina.
En octubre de 2012, cuando tenía 23 años, cantó en un festival de música de tres días en Kabul. Años más tarde, en 2022, participó en las Jornadas de la Mujer Afgana, organizadas por el Parlamento Europeo.